# معماری معاصر ایران
معماری معاصر ایران، دوره‌ای از معماری ایرانی است که از سال ۱۳۰۰ خورشیدی تا به امروز ادامه دارد.

## برآمدن
نخستین آشنایی گسترده ایرانیان با «معماری اروپایی» در دوره قاجار اتفاق افتاد و تمایل به تقلید و ایجاد بناهایی مشابه در میان اشراف قاجار و سپس مردم میانه حال ایجاد شد. قاجاریان از طریق سفرنامه‌ها، عکس‌ها و کارت پستال با معماری اروپا آشنا شدند و از این رو ساختمان‌های این دوره بدون آگاهی دقیق از قواعد سبک‌های اروپایی ایجاد می‌شدند. در حالی که بسیاری از مورخان تفاوت میان معماری قاجار و معماری اروپا را ناشی از تقلید نادرست از غرب می‌دانند که فهمی از ریشه‌های نظری مدرنیته نداشت، وحید وحدت، استاد تاریخ معماری دانشگاه تگزاس، این تفاوت را به خاطر ریشه‌های بومی معماری مدرن دوران قاجار می‌داند. وی با مطالعه توصیفات فضای مصنوع در سفرنامه‌های ایرانیانی که در دوره قاجار به اروپا سفر کرده‌اند، به این نتیجه می‌رسد که نوشته‌های آنان بیش از آن که توصیف بی‌طرفانه‌ای از معماری اروپا باشد، ناشی از فرافکنی آرمانشهری ایرانی بر فضایی فرنگی است.
این نگاه ایده‌آل گرا و تأثیرپذیری از معماری اروپا خلاقیت‌های فضایی در معماری قاجار را نسبت به سبک‌های قبلی معماری ایرانی افزایش داد و فضاها به گشایش و سبکی متنوع تر در قیاس با الگوهای قدیمی رسیدند. در سال ۱۲۴۳ خورشیدی (۱۸۶۴ میلادی) ممتحن‌الدوله به عنوان نخستین معمار تعلیم دیده ایرانی در اروپا، به ایران بازگشت و ساخت بناهای مهمی، از جمله مسجد و مدرسه سپهسالار و مجلس شورای ملی، به او رجوع شد. با این حال نتوانست تحول مهمی در معماری عصر خود ایجاد کند.
در اوایل دوره رضا شاه به دنبال برنامه‌های تجدد طلبانه، گرایش‌های متفاوتی به رهبری معماران ایرانی تحصیل کرده اروپا و معماران اروپایی که از طرف دولت به ایران دعوت شده بودند در برابر معماری سنتی پدیدار شد. معماری آنان انعکاس مستقیم تحولات معماری مدرن اروپا بود. آنان مصالح جدید به ویژه بتن، فولاد و شیشه و روش‌های نوآورانه در اجرای سازه را جایگزین روش‌های پیشین کردند. مهم‌ترین این تغییرات، استفاده از بتن بود که امکانات بی‌سابقه‌ای از لحاظ سازه و زیبایی‌شناسی در اختیار معماران ایرانی گذاشت. بزرگ‌ترین هدف معماران این عصر تغییر روش‌های سنتی ساخت و ساز به شیوه‌های روز دنیا و ترویج معماری مدرن در ایران رضاشاهی بود.
در سال ۱۳۱۹ دانشکده هنرهای زیبای دانشگاه تهران در سه رشته، از جمله معماری، تأسیس شد. در سال‌های بعدی نخستین فارغ‌التحصیلان معماری دانشگاه تهران وارث نسل اول معماران ایرانی که همگی تحصیل‌کرده اروپا بودند، شدند. آنان تأثیرگذارترین گروه در تثبیت اصول و مفاهیم معماری مدرن در ایران بودند. از عوامل دیگر گسترش معماری مدرن، آغاز ساخت و ساز شهرک‌های و انبوه‌سازی مسکونی در سال‌های دهه بیست و سی خورشیدی بود. تا اواسط دهه ۱۳۲۰ خورشیدی، ساخت واحدهای مسکونی در شهرها و روستاها بیش‌تر به روش سنتی و با استفاده از مصالح بومی از قبیل خشت، چوب و کاهگل صورت می‌گرفت. اما از پایان جنگ جهانی دوم، حرکتی برای ساخت واحدهای مسکونی جدید آغاز شد که در آن‌ها از مصالحی مانند آجر، تیرآهن و بتن به کار برده می‌شد. تا سال ۱۳۳۵ واحدهای مسکونی جدید چهل و چهار درصد بافت شهرری را تشکیل می‌دادند و تا سال ۱۳۴۵ این نسبت به پنجاه و شش درصد افزایش یافت. در دهه‌های ۱۳۴۰ و ۱۳۵۰ خورشیدی، گرایش به معماری مدرن از طریق ساخت خانه‌ها و مجتمع‌های مسکونی در اوج خود بود.

## سبک‌ها

### سبک ملی

سردر وزارت خارجه

سبک ملی -که در دوران محمدرضا پهلوی به این عنوان نامیده شد- در جست و جوی هویت ملی و بازگرداندن سنت‌های معماری ایران باستان از سوی حکومت رضاشاه پدید آمد و حمایت شد. از نظر پدیدآورندگان سبک ملی، معماری سنتی ایران جوابگوی نیازهای متجدد ساختمانی نبود و در برابر معماری اروپا تکنیک مدرن مناسب برای پاسخگویی به نیازهای جدید را داشت. از این رو با حفظ کالبد اروپایی بناها، عناصر معماری ایران را با آن آمیختند و سبکی بی‌آنکه از سیر تطور برخوردار باشد، خلق کردند.
رضا شاه به باستان‌شناسان ایرانی و غیرایرانی که در ایران مشغول کار بودند، امر می‌کرد تا در معماری باستانی ایران مطالعه کنند و حاصل را در خدمت سبک ملی و معماری بناهای رضاشاهی قرار دهند.
قلیچ باغلیان، کریم طاهرزاده بهزاد، نیکلای مارکف و آندره گدار بناهایی با این سبک پدید آوردند.

### معماری شبه مدرنیستی ایران

ساختمان موسوم به «جیپ» در منطقه ۱۲ تهران

گرایش به معماری مدرن از سال‌های میانی حکومت رضا شاه، از سوی معمارانی چون گابریل گورکیان، وارطان هوانسیان، پل آبکار و رولان مارسل دوبرول حمایت می‌شد. معماری این افراد تحت تأثیر معماری مدرن مکتب وین، معماری اکسپرسیونیست آلمان قبل از دهه ۱۹۳۰ میلادی و آرت نووی فرانسه شکل گرفت.
وارطان هوانسیان که نماینده این گروه و شیفته جریان تجددخواهی عصر رضاشاه بود، در یادداشت‌های خود معماری مدرن ایران را با کشف حجاب مقایسه می‌کرد و معتقد بود همان‌گونه که زنان پیش از این در زیر چادرهای سیاه محبوس بودند، خانه‌های نیز زیر دیوارهای بلند و کاهگلی محصور بودند و معماری مدرن با به کار بردن شیشه و آهن بناها را از حجابی که گرفتارش بودند رهانید.
ولی در نهایت هیچ‌یک از معماران مدرنیست ایرانی نتوانستند به اصول معماری مدرن شکل گرفته بعد از چهارمین کنگره سیام وفادار بمانند و حتی هوانسیان در پی دادن رنگ و بوی ایرانی به کارهای خود رفت. در دوره محمدرضا پهلوی، جریان‌های متعدد معماری، جای خود را به جریان غالب و تأثیرگذار معماری مدرن داد. معماری مدرن شکل گرفته در این دوره عمدتاً از مجرای کارهای معماران و اندیشه‌های جریان‌ساز اروپایی از جمله سبک بین‌المللی، مدرسه باوهاوس، کارهای لو کوربوزیه، فرانک لوید رایت، ریچارد نویترا، آلوار آلتو و جیمز استرلینگ حمایت می‌شد و ماحصل آن صورت ایرانی معماری مدرن بود که «شبه مدرنیستی» نام‌گذاری گردید. این سبک برخلاف معماری مدرن که سعی در نزدیک ساختن فضاهای عمومی و خصوصی دارد، مانند نمونه‌های گذشته معماری ایران از قواعد جدایی فضاهای عمومی و از خصوصی تبعیت می‌کند. در دهه‌های ۱۳۴۰ و ۱۳۵۰ خورشیدی، معماران چون مهدی علیزاده، لطیف ابوالقاسمی، فرامرز شریفی و ایرج کلانتری دست به تجربیاتی زدند که تا حد زیادی متأثر از معماری مدرن ولی درآمیخته با حال و هوای معماری ایرانی بود و از این رو «شبه مدرنیستی» شمرده می‌شد. به گفته مفسران معروف، از قبیل آنتونی کرافت سوئیسی و میشل راگن فرانسوی، تنها معماری که در نیمه دوم قرن بیستم ایران، سبک مدرن و بدون اقتباس منحصر به خود را داشت، داریوش بوربور بود.

### معماری تاریخ‌گرا و بوم‌گرا

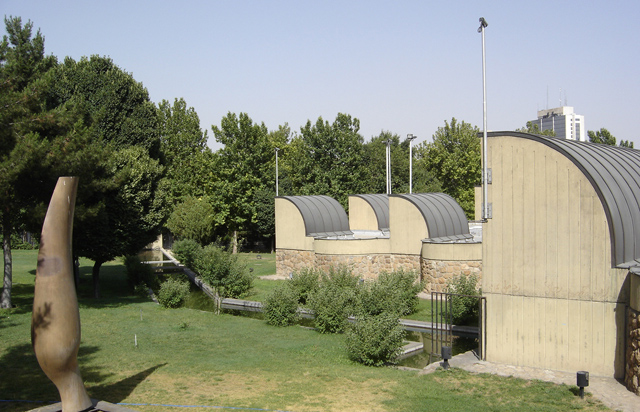
موزه هنرهای معاصر تهران، کامران دیبا. نورگیرهای موزه یادآور بادگیر بناهای شهرهای کویری ایران است.

معماری تاریخ‌گرا به عنوان جریانی موازی با جو غالب معماری مدرنیستی ایران، بین دهه‌های ۱۳۴۰ و ۱۳۵۰ خورشیدی شکل گرفت و به شدت تحت تأثیر جریانات روشنفکری ایران در آن دهه‌ها بود. اتفاقاتی چند به شکل‌گیری و جهت‌یابی آن کمک کرد:
- برگزاری دو همایش بین‌المللی با عنوان‌های «بررسی امکان پیوند معماری سنتی با شیوه‌های نوین ساختمان» در شهریورماه ۱۳۴۹ در اصفهان (با حضور لویی کان) و «نقش معماری و شهرسازی در کشورهای در حال صنعتی شدن» در تخت جمشید (با حضور جیمز استرلینگ، حسن فتحی، کنزو تانگه و موشه سفدی) در مهرماه ۱۳۵۳ که در همایش اول بحث‌های مهمی پیرامون موضوع «تلفیق مفاهیم سنتی با تکنولوژی مدرن» مطرح شد.[۱۵]
- انتشار کتاب حس وحدت: سنت عرفانی در معماری ایرانی (نوشته نادر اردلان و لاله بختیار) در سال ۱۹۷۳ میلادی که از زاویه حکمت اشراق سهروردی به معماری ایرانی می‌نگریست. مؤلفین کتاب عقیده داشتند قوانین سنت نیروهای خلاقه انسان را از خود ملهم می‌سازد و همه جامعه در قالب یک کلیت واحد انسجام می‌یابد. هنر و معماری در این جامعه سنتی بر اساس این قواعد شکل گرفته‌است. در این جامعه معمار همان عارف و صوفی طریقت است که از سرچشمه ازلی سیراب می‌شود و تبلور معماری او چیزی جز انعکاس هستی نیست.[۱۶]

معماری تاریخ‌گرا و بوم‌گرا در گسترده‌ترین معنا آموزه‌ای خواستار بازآوردن یا تداوم رسوم و باورهای فرهنگ بومی است. بوم‌گرایی در باورهایی همچون مقاومت در برابر فرهنگ غیرخودی، ارج نهادن به هویت اصیل قومی و آرزوی بازگشت به سنت فرهنگی آلوده نشده بومی ریشه دارد. تاریخ‌گرایی و بوم‌گرایی معماران ایرانی از طریق آموزه‌های نظری اندیشمندان پست مدرن مانند رابرت ونتوری و چالرز جنکس به وجود نیامد بلکه در تجربیات معماری لویی کان و مباحث مطرح شده حسن فتحی در کتاب معماری برای فقرا ریشه داشت.

## معماری ایران پس از انقلاب اسلامی
کار معماران بعد از انقلاب اسلامی ایران، طیف وسیعی از گرایش‌ها و جنبش‌های هنری را شامل می‌شود و سعی در سوق دادن معماری ایران به سوی هویتی آزاد دارد. گرایش اصلی معماران ایرانی در دو دهه بعد از انقلاب، معماری در راستای میراث فرهنگی و معماری سنتی ایرانی بوده‌است و حداقل در ساختمان‌هایی که زیر نظر دولت به اجرا می‌رسیدند، گرایش دیگری نمی‌توان یافت. این معماران تحت تأثیر جنبش پست مدرنیسم کلاسیسیم در صدد برآمدند که به معماری معاصر ایران، چهره‌ای ایرانی ببخشند. در این مدت، سبکی که از طرف دولت حمایت شده، نیز گرایش به معماری ایرانی-اسلامی بوده‌است. این گرایش عمدتاً در ساختمان‌های مهم دولتی که پشتوانه آن‌ها از طرف ارگان‌های دولتی تأمین می‌گردد، نمود یافته‌است.
عمده دغدغه معماران پس از انقلاب، آشتی دادن سنت با مباحث و تحولات معماری مدرن بوده‌است که این خصوصیت بیشتر در کارها و اندیشه‌های فارغ‌التحصیلان دانشگاه تهران دیده می‌شود. این نقش به خاطر حمایت‌های چندوجهی سران و دولتمردان نظام جمهوری اسلامی، پر رنگ تر از معماران پیشگام در این زمینه است.
معماران جوان ایران، در زمینه‌های دیگری فعالیت می‌کنند. از جمله خصوصیات معماری آنان گرایش به کامپیوتر و رسانه است. این معماران همسو با جریانات معماری غرب دغدغه‌ای جز فرار از سیطره معماری مدرن ندارند. اجتناب این نسل از معماری مدرن برخلاف اسلافشان به معنای علاقه آنان به آشتی دادن این شکل از معماری با معماری سنتی ایران نیست و از این رو می‌توان آنان را نئو مدرن دانست.

## ساختار معماری معاصر
کافی است نگاهی به اطراف بکنیم تا ببینیم که خط غالب در معماری، خط مستقیم است. معماری معاصر می‌خواهد با استفاده بیشتر خطوط منحنی به جای خط مستقیم خود را از این عادت دور کند. در برخی موارد، ساختمان کاملاً حول خطوط منحنی طراحی شده‌است. در سایر موارد، هم خطوط منحنی و هم مستقیم در همان ساختمان به کار رفته‌است.
استفاده از خطوط منحنی برخلاف خطوط مستقیم، فضاهایی ایجاد میکند که صرفاً مکعبی شکل نیستند؛ بنابراین، در معماری معاصر فرد ساختمان را به اشکال گرد میبیند. معماری معاصر اگر هم از خطوط مستقیم استفاده کند، یعنی اگر واحد حجم را مکعب بگیرد، این مکعب‌ها را به روشهای شگفت‌انگیزی گردهم می‌آورد تا ترکیب متمایزی از حجم‌ها خلق شود. این ترکیب نیز همانند اشکال گرد، ایجاد فضاهای نشیمن داخلی با طرح‌بندیهای غیرعادی را ممکن می‌کند.